# Acció Catalana
Acción Catalana (en catalán: Acció Catalana) fue un partido político español, de ámbito catalán y signo catalanista, que existió a comienzos del siglo XX. Fue creado en 1922 alrededor de la Conferència Nacional Catalana, que agrupaba elementos de la Joventut Nacionalista de la Liga Regionalista, antiguos miembros de la Unión Federal Nacionalista Republicana y jóvenes intelectuales independientes. Disconforme con la actuación la Lliga, el primer comité central estuvo formado por Jaume Bofill, presidente, Luis Nicolau d'Olwer, Antoni Rovira, Carles Jordà, Ramón de Abadal y Leandro Cervera. 
El histórico diario La Publicidad, adquirido por el nuevo partido y catalanizado íntegramente (pasó a llamarse La Publicitat) se convirtió en su órgano de expresión.

## Historia
La "guerra social" desatada en Cataluña a partir de febrero de 1919 con la Huelga de la Canadiense tuvo como consecuencia que la Lliga Regionalista de Francesc Cambó abandonara la campaña Per Catalunya i l'Espanya Gran a favor de un Estatuto de Autonomía para Cataluña. Esta nueva política de la Lliga de dar prioridad a la defensa del "orden social" frente a la reivindicación estatutaria, provocó la radicalización de amplios sectores del nacionalismo catalán, especialmente la Joventut Nacionalista de la Lliga, decepcionados con la nueva estrategia del catalanismo conservador. El resultado fue el nacimiento de dos nuevas formaciones nacionalistas catalanas más radicales: Estat Català, fundada en julio de 1922 y liderada por el excoronel Francesc Macià, y Acció Catalana.
Acció Catalana surgió de la Conferencia Nacional Catalana, organizada por la Joventut Nacionalista de la Lliga y celebrada en Barcelona los días 4 a 6 de junio de 1922. Acció no pretendía ser un partido político sino un aplec de patriotes ('reunión de patriotas') de diferentes opciones políticas pero que compartían el principio aprobado en la Conferencia: «Cataluña porque es un hecho y una voluntad nacionales, tiene el derecho de regirse a ella misma». Los que la integraron procedían de las Juventudes de la Lliga, encabezados por Jaume Bofill, y del republicanismo nacionalista catalán, con Antoni Rovira i Virgili al frente.
Por otro lado, la referencia de la Conferencia fue el modelo irlandés por lo que el objetivo que se fijaron los reunidos fue conseguir una República Catalana, independiente o federada. Siguiendo ese modelo, Acció Catalana llegó a formar un embrión de "Ejército catalán", con la creación de la clandestina Societat d'Estudis Militars o Servei d'Entrenament Militar (SEM).
Acció catalana presentó un candidato, Antoni Rovira i Virgili, a las elecciones generales de abril de 1923, con el compromiso de que no pactaría con ninguna fuerza política española, «ni en el gobierno ni en la oposición parlamentaria» porque según acordó su Consell Central «los votos de la candidatura de Acció Catalana será votos emitidos por la libertad de Cataluña». Sin embargo Rovira i Virgili no salió elegido por culpa de un pucherazo de la Lliga, según el periódico La Publicitat, el órgano de prensa de Acció. Mejores resultados obtuvo en las elecciones a la Mancomunidad de Cataluña en las que consiguió diputados propios.

El 8 de julio de 1923 Acció Catalana propuso a los nacionalistas vascos y gallegos la formación de una Triple Alianza nacionalista. La invitación apareció en el diario La Publicitat, portavoz de Acció, y fue respondida afirmativamente por Aberri, el órgano de los nacionalistas vascos radicales, que entonces controlaban el PNV, mientras que los moderados habían formado la Comunión Nacionalista Vasca. En las semanas siguientes se adhirieron al proyecto las Irmandades da Fala y la Irmandade Nazonalista Galega, así como Estat Catalá, la Unió Catalanista, la Comunión Nacionalista Vasca y un grupo de nacionalistas valencianos.

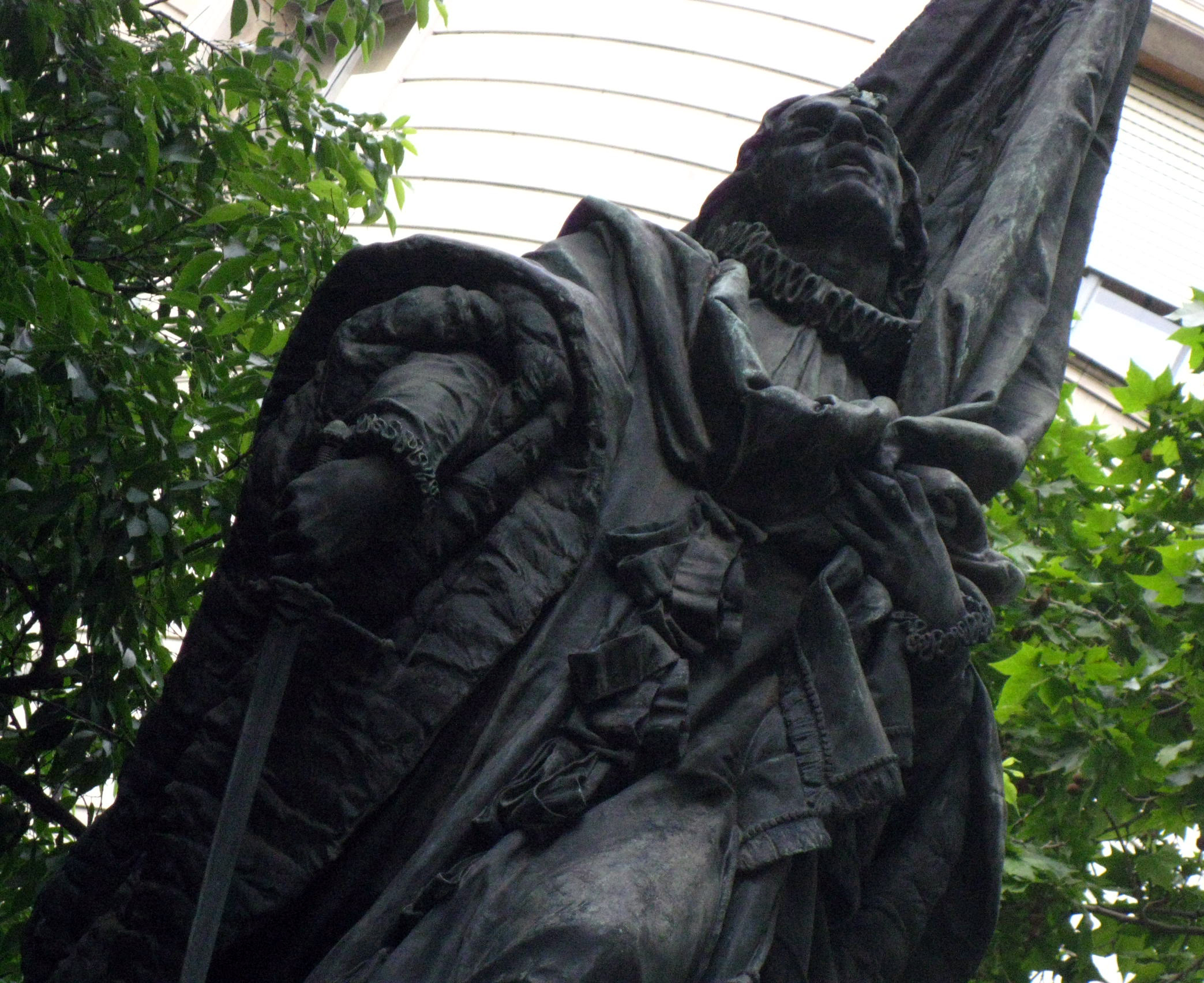
Estatua de Rafael Casanova, situada en la Ronda de San Pedro de Barcelona, en torno de la cual se produjeron los incidentes del 11 de septiembre de 1923.

La presentación de la Triple Alianza tuvo lugar en Barcelona el 11 de septiembre de 1923, Diada de Cataluña, con un homenaje frente a la estatua del conseller Rafael Casanova, en el que participaron Acció Catalana, el PNV y los galleguistas de las Irmandades. Durante el acto se profirieron gritos a favor de la rebelión de Abd el-Krim y de su autoproclamada República del Rif en el Protectorado Español en Marruecos, y hubo enfrentamientos con grupos "españolistas" y con la policía, que produjeron alrededor de treinta heridos. También hubo abucheos a la bandera española y gritos de "¡Muera España!", "¡Muera el Estado opresor!" y "¡Muera el ejército!". El impacto que tuvieron estos incidentes entre los oficiales de la guarnición de Barcelona fue enorme y provocaron que el capitán general Miguel Primo de Rivera adelantara dos días el golpe de Estado previsto para el 15 de septiembre.
La implantación de la Dictadura de Primo de Rivera supuso para Acció, como para el resto de partidos nacionalistas catalanes, su desaparición como asociación legalmente constituida y la prohibición de todos los actos que pretendía organizar. Así durante este período, como ha señalado Montserrat Baras, "únicamente se puede hablar de acciones aisladas de individuos o de núcleos de notables y el mantenimiento de conexiones basadas principalmente en relaciones personales". La razón de esto, según esta historiadora del derecho, reside en "el hecho de que Acció Catalana en el momento de su constitución no pretendiera formar un partido político [lo que] hace que su estructura como aplec de patriotes ['reunión de patriotas'] sea débil y no resista la ilegalidad". Esto es lo que explica también que los dirigentes de Acció manifiesten su rechazo a la Dictadura de diferentes formas. El presidente Jaume Bofill Mates, líder del ala moderada de Acció, se exilió voluntariamente en París abandonando cualquier tarea de dirección política, pero sin renunciar al activismo catalanista. Luis Nicolau d'Olwer, que asumió la dirección de Acció tras el exilio de Bofill, realizó la notable tarea de mantener la conexión entre todos los dirigentes de la organización, y además lleva el «caso catalán» a la Sociedad de Naciones y consigue que Acció participe en representación de Cataluña en los Congresos de las Minorías Nacionales Europeas a partir del segundo celebrado en 1926.
En 1927, el sector republicano y socialmente más avanzado de Acció, encabezado por Antoni Rovira i Virgili, se distancia de la organización para crear un periódico propio, La Nau, y al año siguiente un nuevo partido Acció Republicana de Catalunya.
Por su parte Acció Catalana, tras la caída de la Dictadura de Primo de Rivera en enero de 1930, con Bofill i Mates de nuevo al frente de la misma, se transforma en un verdadero partido político abandonando el proyecto inicial del aplec de patriotes, y definiéndose como una fuerza de centro con el lema República, Democracia, Catalanismo y Liberalismo. En agosto un representante de Acció Catalana participa en el Pacto de San Sebastián que sella su alianza con los partidos republicanos españoles. Sin embargo, la pretensión de Acció Catalana de convertirse en la nueva fuerza política hegemónica de Cataluña no se hace realidad porque en las elecciones municipales del 12 de abril de 1931 es completamente superada por la Esquerra Republicana de Cataluña encabezada por l'Avi ('el abuelo') Francesc Macià, el héroe del complot de Prats de Molló de 1926. A pesar de todo Acció Catalana "se mantendrá como un partido político liberal y democrático" y "su influencia moral e intelectual... seguirá siendo muy superior a su representación política efectiva", afirma Montserrat Baras.
Su participación, por medio de Manuel Carrasco Formiguera, en el Pacto de San Sebastián de agosto de 1930, tuvo como resultado que uno de sus dirigentes, Luis Nicolau d'Olwer, fuera nombrado miembro del comité revolucionario presidido por Niceto Alcalá-Zamora y que tras la proclamación de la Segunda República Española se convirtió en el Gobierno Provisional de la República. Un mes antes Acció Catalana se fusionó con Acció Republicana de Catalunya, dando nacimiento a Acció Catalana Republicana.